# Phil Masinga
Philemon Raul Masinga, noto come Phil Masinga (Klerksdorp, 28 giugno 1969 – Johannesburg, 13 gennaio 2019), è stato un calciatore, allenatore di calcio e dirigente sportivo sudafricano, di ruolo attaccante.

## Biografia
Nasce a pochi chilometri da Johannesburg in una famiglia piccolo-borghese; la madre Selina gestiva una stazione di servizio.
Muore il 13 gennaio 2019, all'età di 49 anni, in un ospedale di Johannesburg, dove era ricoverato dal dicembre 2018 per l'aggravarsi di una malattia di cui soffriva da tempo.

## Carriera

### Giocatore

#### Club
Cresce calcisticamente nello Jomo Cosmos, nelle cui file esordisce nel 1990. Dopo aver giocato due anni nella massima divisione del campionato sudafricano con il M. Sundowns, nel 1993 passa al Leeds Utd; il suo agente Marcelo Houseman porta in Inghilterra anche il connazionale Lucas Radebe dei Kaizer Chiefs. Sotto la guida dell'allenatore Howard Wilkinson, Masinga disputa due campionati di Premier League, collezionando 28 presenze in campionato (31 in tutte le competizioni) e 5 reti. Il 17 gennaio 1995 segna una tripletta contro il Walsall nella ripetizione del terzo turno di FA Cup vinta per 5-2 dagli Whites.
Dopo una breve esperienza in Svizzera con il San Gallo, nell'autunno 1996 approda in Italia, acquistato dalla Salernitana. Alla settima giornata di ritorno del campionato Serie B segna la prima delle 4 reti (in 16 presenze), decisive per la salvezza della squadra allenata da Franco Varrella. Il 22 maggio 1997 sigla la rete della vittoria con il Castel di Sangro, nella gara che sancisce la permanenza in cadetteria dei campani.
Nell'estate 1997 viene ingaggiato dal Bari, squadra militante in Serie A. Realizza 9 reti in campionato nella stagione 1997-1998 (tra cui quella decisiva per la vittoria per 0-1 in casa della capolista Inter, il 18 gennaio 1998) e 11 in quella successiva. L'annata 1999-2000 presenta delle complicazioni per il giocatore sudafricano, che a causa di un infortunio è costretto a stare fuori dal campo per molto tempo, segnando solo 1 gol in massima serie. In seguito l'affermazione di Antonio Cassano lo relega in panchina, tanto che, nella stagione 2000-2001, disputa solo poche gare mettendo a referto 3 marcature. Nell'estate 2001, con il Bari retrocesso in Serie B, il giocatore lascia la Puglia e si trasferisce negli Emirati Arabi Uniti. In totale con i Galletti biancorossi è sceso in campo 74 volte, segnando 24 reti in Serie A.
Per qualche mese Masinga disputa il campionato emiratino con l'Al-Wahda, squadra di Abu Dhabi. Nel 2002 decide di ritirarsi dal calcio agonistico.

#### Nazionale
Con la nazionale maggiore sudafricana esordisce nel luglio 1992 contro il Camerun, nella prima partita dopo la sospensione della squalifica della FIFA dovuta alla politica dell'apartheid. Nella seconda metà del decennio vince la Coppa d'Africa 1996 e ottiene il secondo posto alla Coppa d'Africa 1998. Frattanto il 16 agosto 1997 segna a Johannesburg, contro la Rep. del Congo, il gol decisivo (1-0) per la qualificazione dei Bafana Bafana al campionato del mondo 1998, cui partecipa – per la prima volta nella sua storia – uscendo al primo turno.
Conta 58 presenze e 19 gol in maglia sudafricana, risultando il quinto miglior marcatore di tutti i tempi della nazionale.

### Allenatore
Nel 2006 allenò per qualche mese i PJ Stars, disciolta squadra della terza divisione sudafricana.

## Statistiche

### Presenze e reti nei club
| Stagione            | Squadra          | Campionato       | Campionato | Campionato | Coppe nazionali | Coppe nazionali | Coppe nazionali | Coppe continentali | Coppe continentali | Coppe continentali | Altre coppe | Altre coppe | Altre coppe | Totale | Totale |
| Stagione            | Squadra          | Comp             | Pres       | Reti       | Comp            | Pres            | Reti            | Comp               | Pres               | Reti               | Comp        | Pres        | Reti        | Pres   | Reti   |
| ------------------- | ---------------- | ---------------- | ---------- | ---------- | --------------- | --------------- | --------------- | ------------------ | ------------------ | ------------------ | ----------- | ----------- | ----------- | ------ | ------ |
| 1994-1995           | Leeds Utd        | PL               | 22         | 5          | FC+FLC          | 1+0             | 3+0             | -                  | -                  | -                  | -           | -           | -           | 23     | 8      |
| 1995-1996           | Leeds Utd        | PL               | 9          | 0          | FC+FLC          | 0+0             | 0+0             | -                  | -                  | -                  | -           | -           | -           | 9      | 0      |
| Totale Leeds Utd    | Totale Leeds Utd | Totale Leeds Utd | 31         | 5          |                 | 0               | 0               |                    | -                  | -                  |             | -           | -           | 32     | 8      |
| lug.-ott. 1996      | San Gallo        | A                | 10         | 0          | -               | -               | -               | -                  | -                  | -                  | -           | -           | -           | 10     | 0      |
| ott. 1996-giu. 1997 | Salernitana      | B                | 16         | 4          | CI              | 0               | 0               | -                  | -                  | -                  | -           | -           | -           | 16     | 4      |
| 1997-1998           | Bari             | A                | 21         | 9          | CI              | 5               | 0               | -                  | -                  | -                  | -           | -           | -           | 26     | 9      |
| 1998-1999           | Bari             | A                | 27         | 11         | CI              | 3               | 0               | -                  | -                  | -                  | -           | -           | -           | 30     | 11     |
| 1999-2000           | Bari             | A                | 11         | 1          | CI              | 1               | 0               | -                  | -                  | -                  | -           | -           | -           | 12     | 1      |
| 2000-2001           | Bari             | A                | 16         | 3          | CI              | 0               | 0               | -                  | -                  | -                  | -           | -           | -           | 16     | 3      |
| Totale Bari         | Totale Bari      | Totale Bari      | 75         | 24         |                 | 9               | 0               |                    | -                  | -                  |             | -           | 0           | 84     | 24     |
| Totale carriera     | Totale carriera  | Totale carriera  | 132        | 33         |                 | 10              | 3               |                    | -                  | -                  |             | -           | 0           | 142    | 36     |

### Cronologia presenze e reti in nazionale
| Cronologia completa delle presenze e delle reti in nazionale ― Sudafrica | Cronologia completa delle presenze e delle reti in nazionale ― Sudafrica | Cronologia completa delle presenze e delle reti in nazionale ― Sudafrica | Cronologia completa delle presenze e delle reti in nazionale ― Sudafrica | Cronologia completa delle presenze e delle reti in nazionale ― Sudafrica | Cronologia completa delle presenze e delle reti in nazionale ― Sudafrica | Cronologia completa delle presenze e delle reti in nazionale ― Sudafrica | Cronologia completa delle presenze e delle reti in nazionale ― Sudafrica |
| Data                                                                     | Città                                                                    | In casa                                                                  | Risultato                                                                | Ospiti                                                                   | Competizione                                                             | Reti                                                                     | Note                                                                     |
| ------------------------------------------------------------------------ | ------------------------------------------------------------------------ | ------------------------------------------------------------------------ | ------------------------------------------------------------------------ | ------------------------------------------------------------------------ | ------------------------------------------------------------------------ | ------------------------------------------------------------------------ | ------------------------------------------------------------------------ |
| 7-7-1992                                                                 | Durban                                                                   | Sudafrica                                                                | 1 – 0                                                                    | Camerun                                                                  | Amichevole                                                               | -                                                                        |                                                                          |
| 9-7-1992                                                                 | Città del Capo                                                           | Sudafrica                                                                | 1 – 2                                                                    | Camerun                                                                  | Amichevole                                                               | -                                                                        | 67’                                                                      |
| 11-7-1992                                                                | Johannesburg                                                             | Sudafrica                                                                | 2 – 2                                                                    | Camerun                                                                  | Amichevole                                                               | 1                                                                        | 86’                                                                      |
| 16-8-1992                                                                | Harare                                                                   | Zimbabwe                                                                 | 4 – 1                                                                    | Sudafrica                                                                | Qual. Coppa d'Africa 1994                                                | 1                                                                        |                                                                          |
| 30-8-1992                                                                | Johannesburg                                                             | Sudafrica                                                                | 0 – 1                                                                    | Zambia                                                                   | Qual. Coppa d'Africa 1994                                                | -                                                                        | 88’                                                                      |
| 10-10-1992                                                               | Lagos                                                                    | Nigeria                                                                  | 4 – 0                                                                    | Sudafrica                                                                | Qual. Mondiali 1994                                                      | -                                                                        |                                                                          |
| 24-10-1992                                                               | Johannesburg                                                             | Sudafrica                                                                | 1 – 0                                                                    | Rep. del Congo                                                           | Qual. Mondiali 1994                                                      | 1                                                                        | 80’                                                                      |
| 11-7-1993                                                                | Lusaka                                                                   | Zambia                                                                   | 3 – 0                                                                    | Sudafrica                                                                | Qual. Coppa d'Africa 1994                                                | -                                                                        | 67’                                                                      |
| 25-7-1993                                                                | Belle Vue Maurel                                                         | Mauritius                                                                | 1 – 3                                                                    | Sudafrica                                                                | Qual. Coppa d'Africa 1994                                                | 1                                                                        |                                                                          |
| 24-4-1994                                                                | Mmabatho                                                                 | Sudafrica                                                                | 1 – 0                                                                    | Zimbabwe                                                                 | Amichevole                                                               | 1                                                                        |                                                                          |
| 10-5-1994                                                                | Johannesburg                                                             | Sudafrica                                                                | 2 – 1                                                                    | Zambia                                                                   | Amichevole                                                               | -                                                                        |                                                                          |
| 8-6-1994                                                                 | Adelaide                                                                 | Australia                                                                | 1 – 0                                                                    | Sudafrica                                                                | Amichevole                                                               | -                                                                        | 35’                                                                      |
| 12-6-1994                                                                | Sydney                                                                   | Australia                                                                | 1 – 0                                                                    | Sudafrica                                                                | Amichevole                                                               | -                                                                        | Ammonizione                                                              |
| 4-9-1994                                                                 | Antananarivo                                                             | Madagascar                                                               | 0 – 1                                                                    | Sudafrica                                                                | Qual. Coppa d'Africa 1996                                                | 1                                                                        |                                                                          |
| 15-10-1994                                                               | Mabopane                                                                 | Sudafrica                                                                | 1 – 0                                                                    | Mauritius                                                                | Qual. Coppa d'Africa 1996                                                | 1                                                                        | Ammonizione                                                              |
| 13-11-1994                                                               | Lusaka                                                                   | Zambia                                                                   | 1 – 1                                                                    | Sudafrica                                                                | Qual. Coppa d'Africa 1996                                                | -                                                                        | Ammonizione                                                              |
| 13-5-1995                                                                | Johannesburg                                                             | Sudafrica                                                                | 1 – 1                                                                    | Argentina                                                                | Amichevole                                                               | -                                                                        |                                                                          |
| 15-12-1995                                                               | Johannesburg                                                             | Sudafrica                                                                | 0 – 0                                                                    | Germania                                                                 | Amichevole                                                               | -                                                                        | 83’                                                                      |
| 13-1-1996                                                                | Johannesburg                                                             | Sudafrica                                                                | 3 – 0                                                                    | Camerun                                                                  | Coppa d'Africa 1996 - 1º turno                                           | 1                                                                        | 82’                                                                      |
| 20-1-1996                                                                | Johannesburg                                                             | Sudafrica                                                                | 1 – 0                                                                    | Angola                                                                   | Coppa d'Africa 1996 - 1º turno                                           | -                                                                        | Ammonizione                                                              |
| 24-1-1996                                                                | Johannesburg                                                             | Sudafrica                                                                | 0 – 1                                                                    | Egitto                                                                   | Coppa d'Africa 1996 - 1º turno                                           | -                                                                        | 71’                                                                      |
| 27-1-1996                                                                | Johannesburg                                                             | Sudafrica                                                                | 2 – 1                                                                    | Algeria                                                                  | Coppa d'Africa 1996 - Quarti di finale                                   | -                                                                        | Ammonizione                                                              |
| 3-2-1996                                                                 | Johannesburg                                                             | Sudafrica                                                                | 2 – 0                                                                    | Tunisia                                                                  | Coppa d'Africa 1996 - Finale                                             | -                                                                        | 65’                                                                      |
| 24-4-1996                                                                | Johannesburg                                                             | Sudafrica                                                                | 2 – 3                                                                    | Brasile                                                                  | Amichevole                                                               | 1                                                                        | Ammonizione                                                              |
| 1-6-1996                                                                 | Blantyre                                                                 | Malawi                                                                   | 0 – 1                                                                    | Sudafrica                                                                | Qual. Mondiali 1998                                                      | -                                                                        |                                                                          |
| 9-11-1996                                                                | Johannesburg                                                             | Sudafrica                                                                | 1 – 0                                                                    | Zaire                                                                    | Qual. Mondiali 1998                                                      | 1                                                                        | 65’                                                                      |
| 11-1-1997                                                                | Lusaka                                                                   | Zambia                                                                   | 0 – 0                                                                    | Sudafrica                                                                | Qual. Mondiali 1998                                                      | -                                                                        | 67’                                                                      |
| 27-4-1997                                                                | Lomé                                                                     | Zaire                                                                    | 1 – 2                                                                    | Sudafrica                                                                | Qual. Mondiali 1998                                                      | 1                                                                        | 79’                                                                      |
| 24-5-1997                                                                | Manchester                                                               | Inghilterra                                                              | 2 – 1                                                                    | Sudafrica                                                                | Amichevole                                                               | 1                                                                        | 88’                                                                      |
| 8-6-1997                                                                 | Johannesburg                                                             | Sudafrica                                                                | 3 – 0                                                                    | Zambia                                                                   | Qual. Mondiali 1998                                                      | 1                                                                        | 4’                                                                       |
| 16-8-1997                                                                | Johannesburg                                                             | Sudafrica                                                                | 1 – 0                                                                    | Rep. del Congo                                                           | Qual. Mondiali 1998                                                      | 1                                                                        | 75’                                                                      |
| 11-10-1997                                                               | Lens                                                                     | Francia                                                                  | 2 – 1                                                                    | Sudafrica                                                                | Amichevole                                                               | -                                                                        |                                                                          |
| 15-11-1997                                                               | Düsseldorf                                                               | Germania                                                                 | 3 – 0                                                                    | Sudafrica                                                                | Amichevole                                                               | -                                                                        |                                                                          |
| 7-12-1997                                                                | Johannesburg                                                             | Sudafrica                                                                | 1 – 2                                                                    | Brasile                                                                  | Amichevole                                                               | -                                                                        |                                                                          |
| 13-12-1997                                                               | Riad                                                                     | Rep. Ceca                                                                | 2 – 2                                                                    | Sudafrica                                                                | Conf. Cup 1997 - 1º turno                                                | -                                                                        | 45+1’                                                                    |
| 15-12-1997                                                               | Riad                                                                     | Emirati Arabi Uniti                                                      | 1 – 0                                                                    | Sudafrica                                                                | Conf. Cup 1997 - 1º turno                                                | -                                                                        |                                                                          |
| 17-12-1997                                                               | Riyad                                                                    | Uruguay                                                                  | 4 – 3                                                                    | Sudafrica                                                                | Conf. Cup 1997 - 1º turno                                                | -                                                                        |                                                                          |
| 24-1-1998                                                                | Windhoek                                                                 | Namibia                                                                  | 3 – 2 dts                                                                | Sudafrica                                                                | Qual. COSAFA Cup 1998                                                    | 1                                                                        | 82’                                                                      |
| 8-2-1998                                                                 | Bobo-Dioulasso                                                           | Sudafrica                                                                | 0 – 0                                                                    | Angola                                                                   | Coppa d'Africa 1998 - 1º turno                                           | -                                                                        |                                                                          |
| 16-2-1998                                                                | Bobo-Dioulasso                                                           | Sudafrica                                                                | 4 – 1                                                                    | Namibia                                                                  | Coppa d'Africa 1998 - 1º turno                                           | -                                                                        | 37’                                                                      |
| 28-2-1998                                                                | Ouagadougou                                                              | Sudafrica                                                                | 0 – 2                                                                    | Egitto                                                                   | Coppa d'Africa 1998 - Finale                                             | -                                                                        | 81’                                                                      |
| 20-5-1998                                                                | Johannesburg                                                             | Sudafrica                                                                | 1 – 1                                                                    | Zambia                                                                   | Amichevole                                                               | -                                                                        | 55’                                                                      |
| 25-5-1998                                                                | Buenos Aires                                                             | Argentina                                                                | 2 – 0                                                                    | Sudafrica                                                                | Amichevole                                                               | -                                                                        | 10’                                                                      |
| 12-6-1998                                                                | Marsiglia                                                                | Francia                                                                  | 3 – 0                                                                    | Sudafrica                                                                | Mondiali 1998 - 1º turno                                                 | -                                                                        |                                                                          |
| 18-6-1998                                                                | Tolosa                                                                   | Sudafrica                                                                | 1 – 1                                                                    | Danimarca                                                                | Mondiali 1998 - 1º turno                                                 | -                                                                        | 77’                                                                      |
| 16-12-1998                                                               | Città del Capo                                                           | Sudafrica                                                                | 2 – 1                                                                    | Egitto                                                                   | Amichevole                                                               | -                                                                        | 65’                                                                      |
| 23-1-1999                                                                | Curepipe                                                                 | Mauritius                                                                | 1 – 1                                                                    | Sudafrica                                                                | Qual. Coppa d'Africa 2000                                                | 1                                                                        | 85’                                                                      |
| 27-2-1999                                                                | Mabopane                                                                 | Sudafrica                                                                | 4 – 1                                                                    | Gabon                                                                    | Qual. Coppa d'Africa 2000                                                | 1                                                                        |                                                                          |
| 28-4-1999                                                                | Copenaghen                                                               | Danimarca                                                                | 1 – 1                                                                    | Sudafrica                                                                | Amichevole                                                               | -                                                                        |                                                                          |
| 5-6-1999                                                                 | Durban                                                                   | Sudafrica                                                                | 2 – 0                                                                    | Mauritius                                                                | Qual. Coppa d'Africa 2000                                                | -                                                                        | 67’                                                                      |
| 30-9-1999                                                                | Riad                                                                     | Arabia Saudita                                                           | 0 – 0                                                                    | Sudafrica                                                                | Amichevole                                                               | -                                                                        |                                                                          |
| 27-11-1999                                                               | Pretoria                                                                 | Sudafrica                                                                | 1 – 0                                                                    | Svezia                                                                   | Amichevole                                                               | -                                                                        |                                                                          |
| 16-12-2000                                                               | Johannesburg                                                             | Sudafrica                                                                | 2 – 1                                                                    | Liberia                                                                  | Qual. Coppa d'Africa 2002                                                | 1                                                                        | 73’                                                                      |
| 13-1-2001                                                                | Belle Vue Maurel                                                         | Mauritius                                                                | 1 – 1                                                                    | Liberia                                                                  | Qual. Coppa d'Africa 2002                                                | -                                                                        | 77’                                                                      |
| 25-2-2001                                                                | Blantyre                                                                 | Malawi                                                                   | 1 – 2                                                                    | Sudafrica                                                                | Qual. Mondiali 2002                                                      | 1                                                                        | 53’ 74’                                                                  |
| 24-3-2001                                                                | Port Elizabeth                                                           | Sudafrica                                                                | 3 – 0                                                                    | Mauritius                                                                | Qual. Mondiali 2002                                                      | -                                                                        | 73’                                                                      |
| 25-4-2001                                                                | Perugia                                                                  | Italia                                                                   | 1 – 0                                                                    | Sudafrica                                                                | Amichevole                                                               | -                                                                        | 59’                                                                      |
| 15-8-2001                                                                | Stoccolma                                                                | Svezia                                                                   | 3 – 0                                                                    | Sudafrica                                                                | Amichevole                                                               | -                                                                        | 69’                                                                      |
| Totale                                                                   |                                                                          | Presenze                                                                 | 58                                                                       |                                                                          | Reti (5º posto)                                                          | 19                                                                       |                                                                          |

## Palmarès

### Giocatore

#### Club
- Premier Soccer League: 1

Mamelodi Sundowns: 1992-1993
- Supercoppa del Golfo Arabico: 1

Al-Wahda: 2001

#### Nazionale
- Coppa d'Africa: 1

Sudafrica 1996